# Al Kapone
Alphonzo Bailey (n. 5 de novembro de 1975, Memphis, Tennessee.), mais conhecido por seu nome artístico Al Kapone, é um rapper americano, Kapone é conhecido principalmente por seu sucesso underground na cena hip hop de Memphis na década de 1990 e por seu papel posterior em uma variedade de músicas contemporâneas.

## Discografia

### Álbuns
- 1992 − Street Knowledge: Chapters 1-12
- 1994 − Pure Ghetto Anger
- 1994 − Sinista Funk
- 1995 − Da Resurrection
- 1997 − What Cha Got
- 1998 − Memphis to the Bombed out Bay
- 2002 − Goin' All Out
- 2008 − Poppin' Tags (EP)
- 2008 − Al Kapeezy Oh Boy - The Hits!!
- 2008 − Showdown: Reloaded (with Mr. Sche)
- 2010 − Godfather EP
- 2010 − Guitar Bump
- 2010 − The Kapeezy Soul Hop Experience